# ジェームズ・ヤング
ジェームズ・ヤング（英: James Young、1762年 - 1833年3月8日）はイギリス海軍の士官である。フランス革命戦争とナポレオン戦争に従軍し、最終的に白色中将にまで昇進した。
ヤングは1762年に海軍士官の子として生まれた。父と腹違いの兄の後を追って海軍に入り、フランス革命戦争の初期、ジョン・ジャーヴィスと西インド諸島で任務に就いていた時に、指揮官（海尉艦長）に昇進した。最初に指揮したのは火船であったが、同時に74門艦も指揮しており、その後勅任艦長となってフリゲート艦の指揮を任された。巡航中に私掠船の拿捕に成功して他の艦に転属となり、1799年の後半には、スペインのフリゲート艦を追跡してそのうちの1隻を拿捕した。このフリゲート艦はスペインの植民地から高価な貨物を積んでおり、その拿捕に関与した艦長たちはかなりの富を手にし、乗員たちもいつもの給料に比較すると巨額の金を手にした。
その後フランス革命戦争が終わるまでは、フリゲート艦を指揮して、この艦をアミアンの和約締結時に退役させた。その後ナポレオン戦争の勃発とともにすぐ第一線に戻り、1807年までは74門艦の指揮を執って、1807年のコペンハーゲンの戦いに参戦した。ナポレオン戦争の終わりごろには将官となり、1830年にはさらに昇進して白色中将となり、その3年後に死去した。

## 家族と指揮官着任

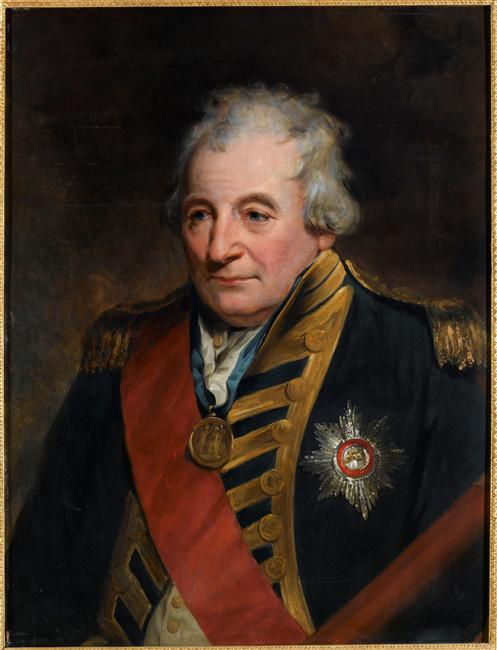
ジョン・ジャーヴィス

ジェームズ・ヤングは1762年、海軍軍人の家族に生まれた。父ジェームズは海軍士官で後に中将に昇進し、母ソフィアはジェームズの2度目の妻だった父と最初の妻エリザベス・ボルトンの子供である腹違いの兄、ウィリアムも海軍での任務に従事して、赤色中将にまで登り詰めた。ジェームズ・ヤングも父と兄の後を追って海軍に入り、入隊後数年たった1794年に、ジョン・ジャーヴィスから指揮官をまかされた。フランス革命戦争が始まって間もないころだった。その前に、ヤングは西インド諸島でジャーヴィスと任務についており、イギリスへ戻る途中のリプライザルの艦上で、火船コメットの指揮を命じられた。ヤングは、1795年6月から短期間、少将に昇進したクリストファー・メイソンの後任としてゼラスの指揮を執った。その後ヤングは地中海へ向かい、コメットの指揮を再開して、1795年10月5日に勅任艦長となった。
1796年、ヤングは32門艦グレーハウンドを指揮して北海を航行し、その後英仏海峡に向かって、複数の私掠船と交戦して見事に勝利を納め、12月17日午前4時にバルフルール岬沖でアバンチュールを、12月18日午前7時にビーチー・ヘッド沖でタルターヌをそれぞれ拿捕した。アバンチュールはブリッグ船で、16台の4ポンド砲を搭載し、乗員が62人いた。指揮官はシティザン・ペルティエだった。この船はカレーを出てから2日目で、初めての航海であり、まだ捕獲した船はなかった。タルターヌもブリッグ船で、16台の4ポンド砲を積んで、乗員が60人いた。こちらはディエップから出港していた。この私掠船もまだ何も捕獲していなかった。拿捕報告によると、ヤングは18門スループ艦のプローヴァーのチェシャー艦長に賛辞を送っている。プローヴァーは、ヤングの私掠船追跡を見ていて、タルターヌの退路を巧みに断ち切ったのである。ヤングは1797年3月までグレーハウンドの指揮を執った後、32門艦ユニコーンの指揮官となった。

## エタリオンとテティスの拿捕

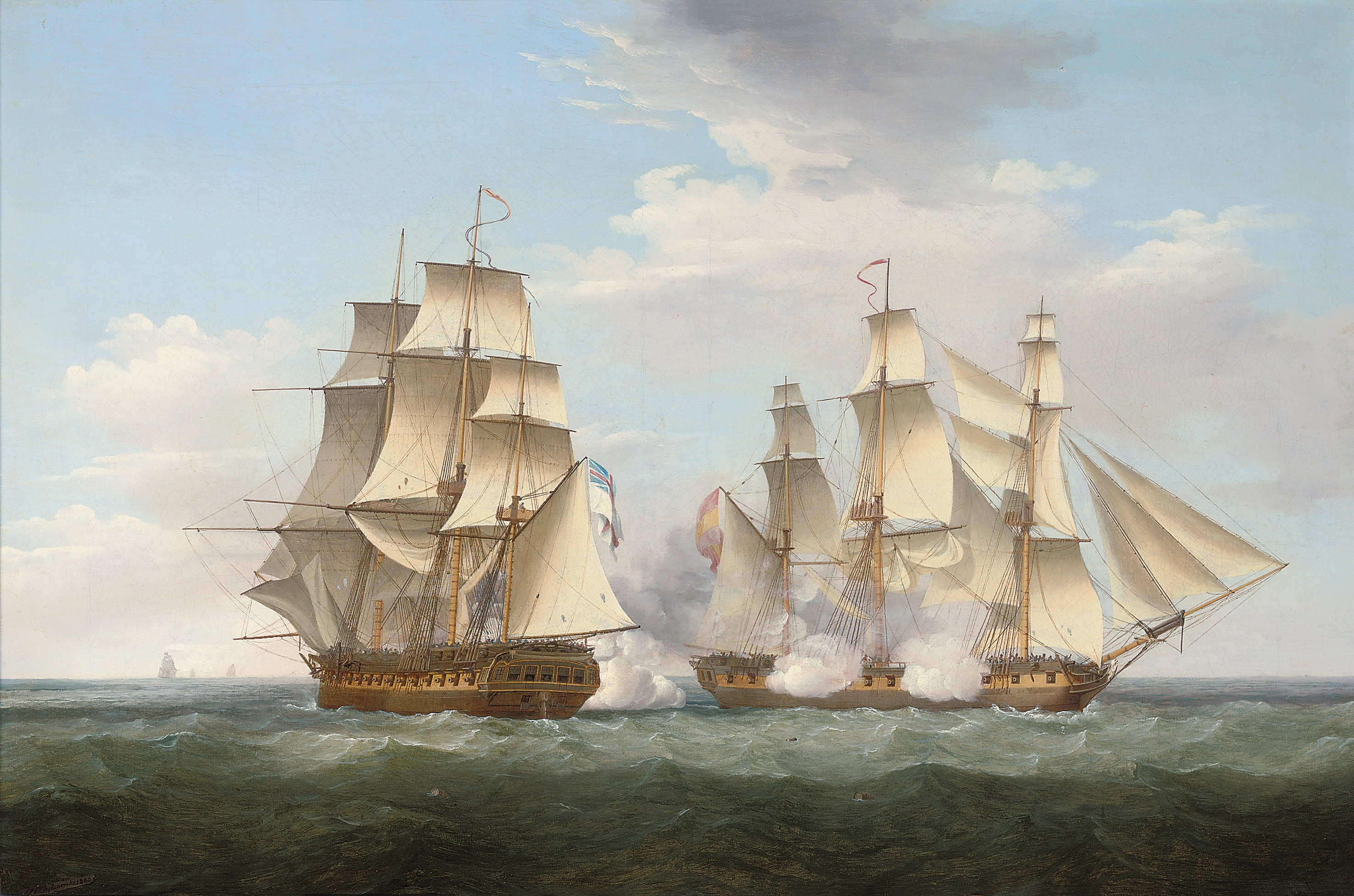
1799年10月16日の、エタリオンとテティスの交戦　トマス・ホイットコンブ作

ユニコーンの次には、1799年2月に38門艦エタリオンを指揮した。1799年10月16日午前3時、エタリオンは海上に3つの帆影を認めた。風下へ回ったところ、それは2隻の敵のフリゲート艦と、ウィリアム・ピエールポイント艦長の指揮のもと、それを追跡している38門艦のナイアッドだった。ヤングも追跡に加わり、その翌朝、追跡側のイギリス艦に新たにヘンリー・ディグビー艦長のアルクメンも加わり、また追跡中にジョン・ゴア艦長のトリトンもやって来て、トリトンは4隻目として後方から追跡に加わった。ピエールポイントは、しんがりにヤングのエタリオンを残して、一番前にいた艦に交戦するよう信号を送り、午前7時に、スペイン艦とわかったフリゲート艦2隻を引き離した。エタリオンは後ろの方のフリゲート艦を追いかけた。双方とも船尾と艦首砲から砲撃し、接近した後に片舷射撃を行い、スペイン艦は降伏した。この艦は36門艦テティスであることがわかった。12ポンド及び6ポンド砲を何台か搭載しており、乗員が250人いた。指揮官はドン・フアン・メンドーサで、ベラクルスからスペインに戻る途中で、141万1526ドル相当の価値の貨物とココアを積んでいた。エタリオンの方は、追跡中に死傷者は出なかったが、テティスでは1人が戦死し、9人が負傷していた。一方でナイアッドは、アルクメンとトリトンと共にもう1隻の敵艦を探し出して捕獲した。この艦はサンタ・ブリガーダで、やはり高価な品物を積み込んでいた。各艦長は賞金として、4万730ポンド18シリングを得た。
拿捕により支払われた額があまりに大きかったため、ポーツマスをうろつきまわっていた各艦の乗員たちはこういわれた。「彼らは帽子に紙幣を何枚も突っ込み、時計を買ってそれを飛ばして遊び、黄金のレースを帽子に飾らないやつは尻を蹴られると言う法律を作る。そのため銀の飾りをつけたやつは、金目のものはすべて盗まれたと言って逃げることしかできない。でもそいつは商人には、金をやるから黄金のレースをつけろと強要する」それぞれの艦の水夫たちが得た金額は182ポンド4シリング9ペンスで、これは彼らの10年分の給料と同額だった。

## ピクとヴァリアントの指揮

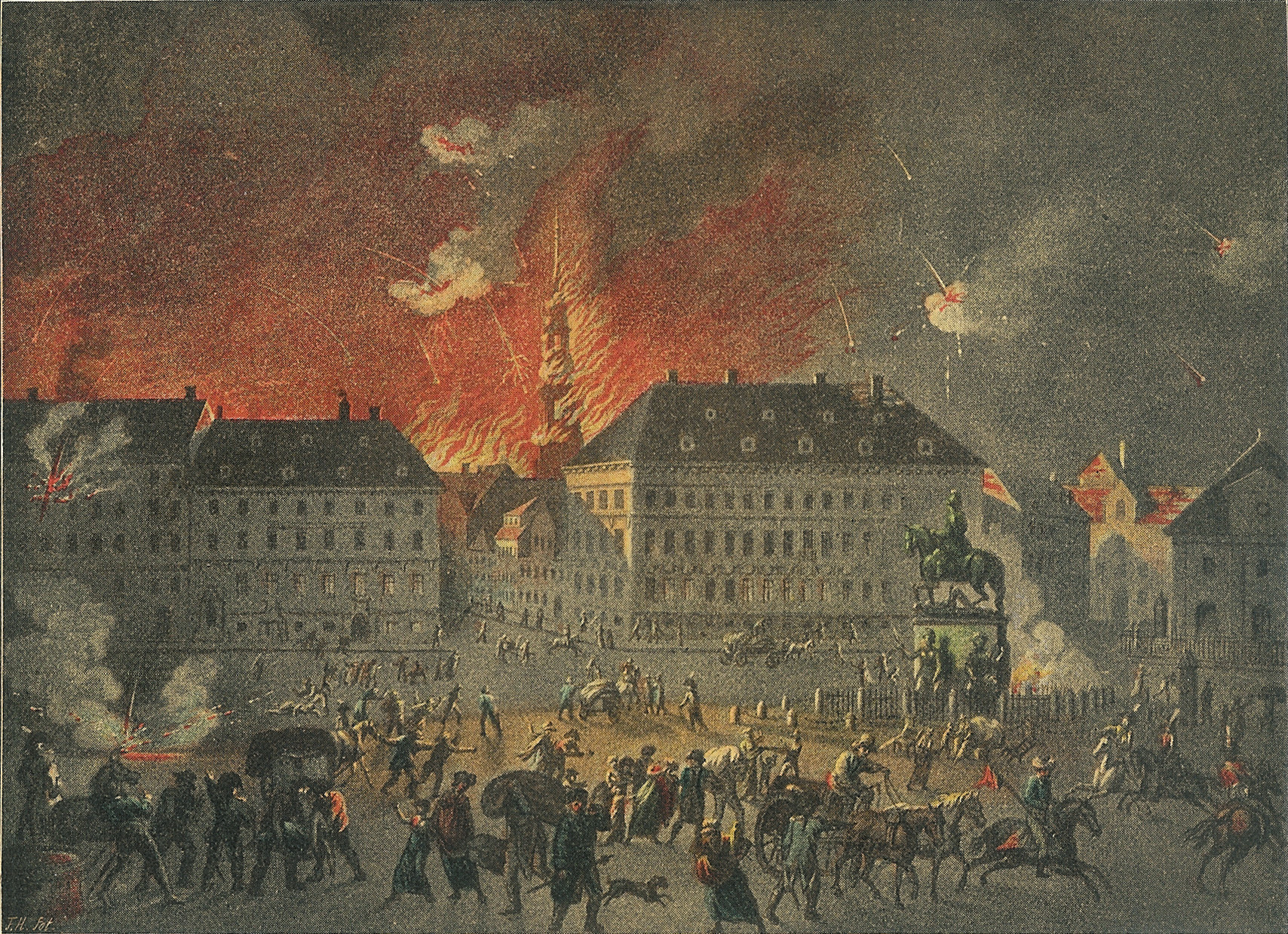
1807年のコペンハーゲンの海戦

1800年6月、ヤングは36門艦のピクをまかされ、フランス革命戦争が終わるまで地中海で指揮を執った。1801年6月5日、ヤングはオノレ・ジョゼフ・アントワーヌ・ガントーム指揮下のフランスの大規模な護送船団が、陸軍兵を乗せてエジプトへ向かっているのに出くわした。この艦隊はしばらくピクを追いかけたが、捕獲することはできなかった。追跡を逃れたヤングは、その後フランスの動きを報告するため、ジョージ・エルフィンストーン提督の元に向かった。ヤングはその後、戦争が終わってピクを退役させるためにイギリスに向かい、1802年7月2日に帰国した。ナポレオン戦争勃発後は、1807年4月になってから第一線に戻って、74門艦ヴァリアントの指揮をゆだねられた。ヤングは、1807年のコペンハーゲンの戦いにウィリアム・エシントン少将の艦隊と共に出向き、7月7日にコペンハーゲン沖についた。

## 将官への昇進と晩年
1814年、ヤングは少将に昇進し、1830年には中将となった。その後白色中将となり、1833年3月8日にグロスターシャーのバートンエンドハウスにおいて67歳で死去した。ヤングは1802年、ジブラルタルに駐留していた時に、工兵隊のファイアーズ大佐（のちに中将）の娘と結婚した。この妻はbeauty of the rock（エンゼルフィッシュの一種）として知られ、2人には多くの子供が生まれた。